# Verrerie de Soucht
La verrerie de Soucht est une ancienne verrerie du pays de Bitche dans le département de la Moselle.
La verrerie, qui est à l'origine de la fondation du village de Soucht, est fondée en 1629 par Léonard Greiner, un verrier de Münzthal. Elle est la seule verrerie du pays de Bitche à ne pas être détruite durant la terrible guerre de Trente Ans (1618-1648) et les guerres successives du duc Charles IV de Lorraine. Par manque de bois, Elle est finalement abandonnée en 1700, et ses verriers se transportent alors sur le nouveau site voisin de Meisenthal.

## Histoire
Si la verrerie de Speckbronn (« la fontaine installée sur des terres grasses ») est créée vers la fin du XVe siècle, la fondation de La Soucht est beaucoup plus tardive puisque le village se développe autour d'une verrerie fondée en 1629 par Léonard Greiner, un verrier de Münzthal. Pierre Dithmar, receveur et gruyer au comté de Bitche, en fait mention dans le compte qu'il rend pour l'année 1629 : « Il a été accordé à Leonhardt (ou Léonard) Greiner, verrier de Munschthal, trente journal de bois au lieudit Ingrün dans Volsberger Soucht pour y bastir une verrerie comme appert par le bail à lui passé de façon que le 23 mai année présente lesdits trente journaulx de bois lui ont été assignés en quaren et sur chacun quart des arbres a été marqué avec la marque de la gruyerie, comme appert par controlle, et la recette à paier au compte du domaine dans la première année se rapportera à l'année prochaine ». La fondation de Soucht n’a donc pas tiré son origine de Speckbronn, comme Georges Walter le dit, même s’il est naturellement possible que quelques verriers soient également venus de là.
Léonard Greiner ne reste qu'une dizaine d'années à la tête de la verrerie qu'il a établie. Dans ses observations de la recette de Bitche pour l'année 1661, le contrôleur Jean Huober fait état du passage de la maîtrise à Adam Stenger : « Il y a une verrie appelé Adam Stenger lequel depuis vingt ans ou tant d'années s'est habitué aud lieu et entretenu lad verrie (...) ».
L'établissement de La Soucht prit un caractère plus stable que celui qu'avaient conservé jusqu'alors les manufactures du verre du pays. Dès l'origine de leur installation, ses ouvriers avaient consacré une simple chambre à l'exercice du culte. Mais, en 1659, une petite chapelle, pouvant contenir une trentaine de personnes, est érigée aux frais des verriers et des bûcherons. Moins de dix années plus tard, la prospérité de l'usine avait rendue la chapelle insuffisante, et en 1668, elle est remplacée par un édifice plus considérable auquel était adossée une petite maison d'école.
Parmi les verriers de l'usine, se remarquent les Walter et les Burgun, commençant à Pierre Walter, celui qui, vers 1644, allait travailler le verre à Muntzhal. Adam Walter, seul fils resté à Pierre Walter, fut le dernier maître de la verrerie de Soucht, où il mourut le 1er février 1688 comme l'indique son acte de décès : « Le 2 février 1688 a été enterré Adam Walter, maitre-verrier. Il a expiré pieusement le 1er février vers 3 heures, il a été enseveli près de la grande croix du côté de l’entrée de l’église. ». Sa veuve, aidée de ses quatre fils, conduit encore l'établissement jusqu'en 1700, après quoi, faute de bois, la verrerie finit par être abandonnée. Pour continuer la pratique de leur industrie, trois des fils d'Adam Walter allèrent construire une nouvelle usine sur l'emplacement de la première verrerie de Meisenthal, ruinée et abandonnée depuis près d'un siècle.
Soucht fut donc, après le hameau de Holbach, le premier village du pays de Bitche dont la création était due à des verriers.